# Gueutteville-les-Grès
Gueutteville-les-Grès – miejscowość i gmina we Francji, w regionie Normandia, w departamencie Sekwana Nadmorska.
Według danych na rok 1990 gminę zamieszkiwały 332 osoby, a gęstość zaludnienia wynosiła 76 osób/km² (wśród 1421 gmin Górnej Normandii Gueutteville-les-Grès plasuje się na 583. miejscu pod względem liczby ludności, natomiast pod względem powierzchni na miejscu 738.).